# 硬皮小虎介
硬皮小虎介（学名：Kotoracythere scleratica）为真花介科小虎介屬下的一个种。